# TFN (groupe)
Pour les articles homonymes, voir TFN.
TFN (anciennement T1419, 티일사일구, abréviation de Teen 1419) est un boys band sud-coréen de K-pop formé en 2021 par MLD Entertainment et dissout en 2024. Il est composé de neuf membres.

## Formation
L'annonce de la création du groupe est faite par MLD Entertainment le 13 octobre 2020. Le label s'associe avec ICM Partners pour le marché américain. Leur premier single sort le 11 janvier 2021.

## Membres
- Noa (노아)
- Sian (시안)
- Kevin (케빈)
- Gunwoo (건우)
- Leo (레오)
- On (온)
- Zero (세로)
- Kairi (카이리)
- Kio (키오)

## Discographie

### Albums single
| Titre                                                                        | Détails de l'album                                                                                | Meilleure position | Ventes         |
| Titre                                                                        | Détails de l'album                                                                                | KOR                | Ventes         |
| ---------------------------------------------------------------------------- | ------------------------------------------------------------------------------------------------- | ------------------ | -------------- |
| Before Sunrise Part. 1                                                       | - Sortie : 11 janvier 2021 - Label : MLD Entertainment, Sony Music - Formats : CD, téléchargement | 8                  | - KOR : 16,922 |
| Before Sunrise Part. 2                                                       | - Sortie : 31 mars 2021 - Label : MLD Entertainment, Sony Music - Formats : CD, téléchargement    | 7                  | - KOR : 26,496 |
| Before Sunrise Part. 3                                                       | - Sortie : 23 août 2021 - Label : MLD Entertainment, Sony Music - Formats : CD, téléchargement    | 11                 | - KOR : 23,833 |
| "—" denotes releases that did not chart or were not released in that region. |                                                                                                   |                    |                |

### Singles
| Titre                                           | Année | Meilleure position | Album                  |
| Titre                                           | Année | KOR                | Album                  |
| ----------------------------------------------- | ----- | ------------------ | ---------------------- |
| Dracula                                         | 2020  | —                  | Before Sunrise Part. 2 |
| Asurabalbalta (아수라발발타)                    | 2021  | —                  | Before Sunrise Part. 1 |
| Exit                                            | 2021  | —                  | Before Sunrise Part. 2 |
| Flex                                            | 2021  | —                  | Before Sunrise Part. 3 |
| Red Light, Green Light (무궁화 꽃이 피었습니다) | 2021  | À venir            | Non-album single       |
| "—" non classé.                                 |       |                    |                        |

## Distinctions
| Cérémonie          | Année | Catégorie                        | Nommé | Résultat   | Ref.  |
| ------------------ | ----- | -------------------------------- | ----- | ---------- | ----- |
| Asia Artist Awards | 2021  | Male Idol Group Popularity Award | T1419 | Nomination | [ 7 ] |
| Asia Artist Awards | 2021  | Potential Singer Award           | T1419 | Lauréat    | [ 8 ] |
| Seoul Music Awards | 2022  | Rookie of the Year               | T1419 | En attente | [ 9 ] |
| Seoul Music Awards | 2022  | Popularity Award                 | T1419 | En attente | [ 9 ] |
| Seoul Music Awards | 2022  | K-wave Popularity Award          | T1419 | En attente | [ 9 ] |